# Welfare urbano
Il welfare urbano è un termine impiegato in urbanistica con cui si intende la capacità di un sistema urbano o territoriale di fornire agli individui che vi abitano o che vi gravitano un adeguato livello di benessere sociale (in inglese welfare) attraverso la realizzazione di attrezzature e spazi di interesse collettivo con specifiche caratteristiche qualitative, utili al soddisfacimento delle esigenze sociali.
La necessità di disciplinare in maniera rigorosa la tematica dei servizi sta alla base del concetto di welfare urbano, che per molti versi risulta essere interconnesso alla questione degli standard urbanistici.
L'insieme delle attrezzature e degli spazi di interesse collettivo deve essere equamente accessibile a tutti, siano essi cittadini residenti oppure persone non residenti che usufruiscono temporaneamente di tali servizi (ovvero i cosiddetti city user). Gli strumenti urbanistici devono rivolgere le proprie politiche al fine di migliorare la fruizione degli spazi pubblici ed elevare la qualità dell'ambiente urbano, specialmente a seguito di eventi straordinari che hanno fortemente impattato sugli ordinari flussi collettivi, come avvenuto durante la pandemia da COVID-19.
Definire un adeguato livello di benessere sociale è una questione tutt'altro che semplice, in quanto il pianificatore spesso non ha una conoscenza così approfondita del territorio su cui va ad operare. Pertanto una pratica che si va diffondendo, al fine di conoscere le reali esigenze di un territorio e della sua popolazione, è quella relativa ai processi di governance, i quali hanno dato avvio alla cosiddetta "urbanistica consensuale" o "negoziata".

## Normativa italiana
In Italia la questione della dotazione di attrezzature di interesse collettivo si sviluppa a partire dal 1968, anno in cui fu emanato il decreto interministeriale n. 1444, che per la prima volta introdusse la nozione di standard urbanistico e che quindi presupponeva la realizzazione, all'interno della città, di aree e attrezzature di interesse collettivo.
Tale questione si è andata nel tempo evolvendo ed affinando, tanto da dedicarle talvolta un ampio interesse all'interno dei documenti relativi agli strumenti urbanistici generali, dove in alcune legislazioni regionali più all'avanguardia assume un ruolo di "generatore" e "catalizzatore" dello sviluppo dell'intero impianto urbanistico della città. Ad esempio la legge regionale n. 12/2005 della Lombardia, particolarmente significativa in questo settore, prevede all'articolo 9 l'elaborazione del Piano dei Servizi come strumento autonomo e facente parte del Piano del Governo del Territorio.